# Circuito Internacional de Sepang

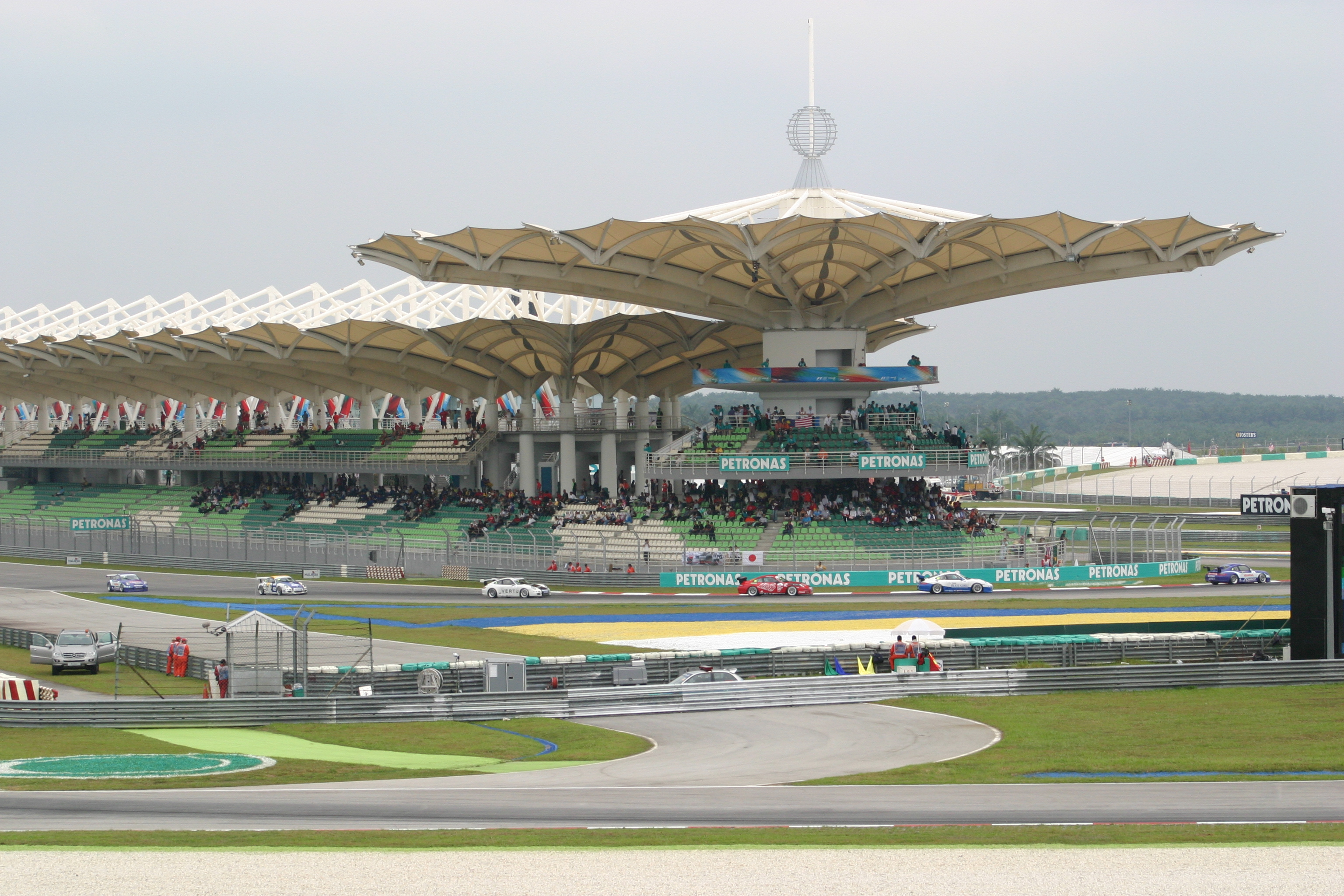
Tribuna del circuito de Sepang.

El Circuito Internacional de Sepang es un autódromo ubicado en Sepang, Malasia, unos 40 km al sur de la ciudad de Kuala Lumpur.
Ha sido sede del Gran Premio de Malasia de Fórmula 1 desde 1999 hasta 2017, y el Gran Premio de Malasia de Motociclismo del Campeonato Mundial de Motociclismo desde 1999. También ha albergado carreras de la GP2 Asia Series en 2008 y 2009, la GP2 Series en 2012, 2013 y 2016, el Super GT Japonés desde 2000 hasta 2002 y desde 2004 hasta 2013, la Asian Le Mans Series desde 2013, el Campeonato Mundial de Resistencia de la FIM desde 2019, y otros eventos asiáticos de automovilismo y motociclismo.
El circuito fue diseñado por el arquitecto alemán Hermann Tilke, quien luego sería contratado para la construcción de los autódromos de Shanghái y Baréin.

## Historia
El Circuito Internacional de Sepang fue finalizado el año 1998, en un entorno de fuerte desarrollismo urbano en la zona y con un ambiente económico muy prometedor en Malasia, que buscaba hacerse visible para la comunidad internacional. Las primeras carreras llegaron a finales del mismo año.
Considerado un parámetro de comparación para otros Grandes Premios, Sepang cuenta con talleres y salas de prensa equipados con moderna tecnología. En los últimos tiempos, surgieron algunas quejas a raíz del estado de la pista, que parecía estar hundiéndose levemente. Una posible razón que explicaría esto es el hecho de que el autódromo está construido sobre terrenos pantanosos.
En él murió el piloto italiano de Moto GP Marco Simoncelli el 23 de octubre de 2011 tras sufrir una caída al inicio del Gran Premio de Malasia de MotoGP y ser atropellado accidentalmente por Colin Edwards y Valentino Rossi.

## Circuitos

### Circuito principal
El circuito principal, que normalmente es recorrido en el sentido de las manecillas del reloj, tiene 5,54 kilómetros de extensión y es reconocido por sus curvas cerradas y sus anchas rectas. El diseño es bastante inusual, destacándose la presencia de una recta interior que se separa de la recta principal de talleres por una pequeña horquilla. Este circuito se utilizaba para eventos de Fórmula 1 (dejó de permanecer al calendario oficial desde el 2018) y actualmente reside el Campeonato Mundial de Motociclismo, así como también para carreras a nivel local y regional.

### Circuito norte
También recorrido normalmente en el sentido de las manecillas del reloj, el circuito norte está compuesto básicamente por la primera mitad del circuito principal. El recorrido dobla hacia la recta de boxes luego de la curva 6, y tiene 2,71 km de extensión.

### Circuito sur
El circuito sur está formado por la otra mitad del circuito principal. La recta interior es este último se transforma en la de boxes cuando se utiliza el circuito sur, uniéndose a la curva 8 para formar una horquilla. Recorrido en el mismo sentido que los dos circuitos anteriores, cuenta con un recorrido de 2,61 km.

### Otras instalaciones
El Circuito Internacional de Sepang cuenta además con pistas de kart y motocross.
| Cat.             | Piloto           | Equipo                  | Chasis                        | Tiempo de vuelta | Año  |
| ---------------- | ---------------- | ----------------------- | ----------------------------- | ---------------- | ---- |
| Fórmula 1        | Lewis Hamilton   | Mercedes                | Mercedes AMG F1 W08 EQ Power+ | 1:30.076         | 2017 |
| MotoGP           | Fabio Quartararo | Petronas Yamaha SRT     | Yamaha YZR-M1                 | 1:58.303         | 2019 |
| Super GT (GT500) | Takashi Kogure   | Takata Dome Racing Team | Honda NSX                     | 1:54.306         | 2007 |
| Super GT (GT300) | Kazuya Oshima    | Toy Story APR           | Toyota MR-S                   | 2:06.584         | 2007 |